# Т-хелпер 17
Т-хелпери 17 (Th17) — тип CD4-позитивних Т-лімфоцитів (Т-хелперів), характерною особливістю яких є продукція проінфламаторного цитокіну інтерлейкін 17 (IL-17). Розвиток Th17 відрізняється від розвитку Т-хелперів 1-го та 2-го типів. Клітини Th17 відіграють важливу роль у підтримці барьерної функції слизових оболонок завдяки активації нейтрофілів та інших імунних клітин. Відомо, що зниження кількості клітин Th17 на слизовій оболонці сприяє розвитку хронічного запалення, та, в особливості, грибковим інфекціям. В той же час клітини цього типу можуть сприяти розвитку аутоімунних і запальних захворювань. Продукція і активність Th17 в організмі тісно пов'язана з Т-регуляторними лімфоцитами, і сигнали, які стимулюють дифференціацію Th17,  фактично блокують розвиток циркулюючих Т-регуляторних клітин.

## Диференціація
Найбільше значення для формування та розвитку клітин Th17 як у миші, так і у людини мають такі цитокіни як Трансформуючий фактор росту бета (TGF-β), Інтерлейкін-6 (IL-6), інтерлейкін-21 (IL-21) та інтерлейкін-23 (IL-23). При цьому ключовими факторами, від активністі яких залежить диференціація клітин Th17, є регулятор транскрипції Stat3, RORγ і RORα (англ. RAR related orphan receptor C). клітини Th17 диференціюються, коли наївні Т-лімфоцити піддаються впливу цитокінів, згаданих вище; ці цитокіни постачаються активованими антигенпрезентуючими клітинами (АПК) після контакту з патогенами. Було показано, що інтерферон гамма (IFNγ) й інтерлейкін-4, основні стимулятори диференціювання Т-хелперів1-го і 2-го типу відповідно, пригнічують розвиток Th17.[джерело?]

## Функція
Клітини Th17 відіграють важливу роль в набутому імунітеті, забезпечуючи захист організму від патогенів. Основними ефекторними цитокінами Th17 є IL17A, IL17F, IL21 і IL22, а також гранулоцитарно-макрофагальний колонієстимулюючий фактор (ГМ-КСФ). Цитокіни родини IL-17 (IL17А та IL17F) активують клітини вродженої імунної системи (насамперед, епітеліальні клітини), викликаючи синтез гранулоцитарного колонієстимулюючого фактору та IL8. Це призводить до активного залучення нейтрофілів до місця вторгнення патогену. Таким чином, клітини Th17 можна розглядати як одну з трьох основних ланок ефекторних Т-лімфоцитів, так як ці клітини беруть участь у регуляції нейтрофілів, в той час як Th2-клітини регулюють еозинофіли, базофіли й тучні клітини, а Th1-клітини регулюють активність макрофагів і моноцитів. Таким чином, три типи Т-хелперів можуть впливати на мієлоїдну ланку імунної системи, яка значною мірою несе відповідальність за вроджений захист проти патогенів.
Клітини Th17 відіграють роль у зменшенні розмірів пухлин у мишей. В той же час Th17 можуть сприяти розвитку пухлин у мишей з запаленням кишечнику. Як і інші Т-хелпери, лімфоцитити Th17 тісно взаємодіють з B-лімфоцитами у ході імунної відповіді на патогени. При цьому активність клітин Th17 може стимулювати антитілоутворення B-лімфоцитами.

## У патології
Порушення регуляції клітин Th17 пов'язано з аутоімунними порушеннями і запаленням. У випадку аутоімунних захворювань надлишкова активація клітин Th17 сприяє розвитку неадекватного запалення у відповідь на аутоантиген, як у випадку ревматоїдного артриту. Також було показано, що лімфоцити Th17  необхідні для підтримання імунітету слизових оболонок. У ВІЛ-інфекції втрата популяції клітин Th17 може сприяти розвитку хронічних інфекцій.

### Роль вітаміну Д
Активна форма вітаміну D (1,25-Дигидроксивитамин D3) здатна значно знизити продукцію цитокінів IL-17A і IL-17Ф. Таким чином, активна форма вітаміну D є прямим інгібітором диференціювання Th17-лімфоцитів. Пероральне введення вітаміну Д3 було запропоновано в якості перспективного засобу лікування захворювань, опосередкованих збільшенням активності Th17-лімфоцитів. Було показано, що у молодих пацієнтів з астмою використання 1,25-Дигидроксивитамин-D3-стимульованих дендритних клітин значно знижує відсоток Th17-клітин, а також IL-17.